# Didier Lang
Pour les articles homonymes, voir Lang.
Didier Lang est un footballeur français né le 15 décembre 1970 à Metz (Moselle). 
Ce joueur a évolué comme milieu de terrain, principalement au FC Metz, club avec lequel il a joué 162 matches en division 1.

## Biographie
Didier Lang remporte en 1996 la Coupe de la Ligue française de football avec FC Metz. Il disputa également la Ligue des champions de l'UEFA avec le Sporting Portugal. À la fin de sa carrière Didier Lang signa un contrat semi-pro avec le club de CSO Amnévilleclub pensionnaire de CFA 2. Il rachète ensuite le bureau de tabac de Marly à côté de Metz, qu'il tient toujours en avril 2014.

## Carrière de joueur
- 1988-1989 : UL Plantières  France
- 1989-1997 : FC Metz  France
- 1997-1998 : Sporting Portugal  Portugal
- 1998-1999 : FC Sochaux  France
- 1999-2000 : A Troyes AC  France
- 2000-2001 : FC Metz  France
- 2001-2002 : Le Mans UC  France
- 2002-2005 : CSO Amnéville  France
- 2005-2008 : SC Marly  France[2]